# 山东大学博物馆
山东大学博物馆，建成于1910年曾隶属于原齐鲁大学的广智院是山东省最早的博物馆。
建国后，自1972年山东大学历史系考古专业成立以来，先后六次考古发掘入选全国十大考古新发现，这些出土藏品极大的丰富了山东大学博物馆的馆藏。在山大任教的诸位大家教授如沈从文、蒋维崧等也将个人藏品捐予学校收藏。1995年10月，山东大学博物馆正式成立对外开放。山东大学青岛校区也正在规划建设博物馆新馆事宜。

## 历史
- 1910年，广智院于济南完工，为济南最早的博物馆。
- 1917年，广智院纳入齐鲁大学编制，建国后由政府接管，后发展成为山东省博物馆。[3]
- 1972年，山东大学成立考古专业，后发展为现在的考古与博物馆系。[4]
- 1991年，山东大学考古实习队发掘的山东邹平丁公龙山文化城址入选全国十大考古新发现。
- 1995年，山东大学博物馆正式建立并对外开放，馆址位于山东大学中心校区经管楼。
- 1995年，山东大学历史学系考古专业发掘的山东长清仙人台邿国贵族墓地入选全国十大考古新发现。
- 1996年，山东大学考古系发掘的山东长清双乳山西济北王墓入选全国十大考古新发现。
- 2000年，济南市考古研究所、山东大学考古系发掘的山东章丘洛庄汉墓陪葬坑和祭祀坑遗址入选全国十大考古新发现。
- 2001年，山东大学博物馆迁入山东大学趵突泉校区科研综合楼内。
- 2005年，河南省文物考古研究所、鹤壁市文物工作队、郑州大学、山东大学发掘的河南鹤壁刘庄遗址入选全国十大考古新发现。
- 2010年，山东大学考古系、山东省文物考古研究所、济南市考古研究所发掘的山东济南大辛庄商代遗址入选全国十大考古新发现。
- 2011年，山东大学博物馆迁入中心校区新建成的中心校区知新楼27层、22层。

## 陈列

### 文物展馆
文物展馆展出文物多为考古系考古发掘出土文物，包括四个部分，分别是：“文明之光”、“东方重镇”、“邿国寻踪”和“春华秋实”。

### 校史展馆
校史展主要展出山东大学各个历史时期的历史文物，分为十二个部分。包括：序厅、山东大学堂、省立山东大学、国立青岛大学、国立山东大学、齐鲁大学、山东大学、山东医科大学、山东工业大学、新山东大学以及山东大学名人墙和结语。

### 艺术展馆
艺术展馆分三个部分，包括蒋维崧先生书法艺术展厅、受捐藏品展厅和专题展厅。